# Rund um den Henninger-Turm 1995
De 34e editie van de wielerwedstrijd Rund um den Henninger-Turm vond plaats op 1 mei 1995. De wedstrijd startte en finishte in Frankfurt am Main en was 252 kilometer lang. De wedstrijd maakte puur voor deze editie deel uit van de wereldbeker De Italiaan Francesco Frattini won de wedstrijd van twee anderen.

## Uitslag
| Plaats  | Naam               | Ploeg                 | Tijd     |
| ------- | ------------------ | --------------------- | -------- |
| Winnaar | Francesco Frattini | Gewiss-Ballan         | 6u25'05" |
| 2       | Jens Heppner       | Team Deutsche Telekom | z.t.     |
| 3       | Massimo Podenzana  | Brescialat            | + 3"     |
| 4       | Andrea Tafi        | Mapei-GB              | + 31"    |
| 5       | Enrico Zaina       | Carrera Jeans-Tassoni | z.t.     |
| 6       | Bruno Cenghialta   | Gewiss-Ballan         | z.t.     |
| 7       | Maurizio Fondriest | Lampre-Panaria        | + 54"    |
| 8       | Johan Museeuw      | Mapei-GB              | z.t.     |
| 9       | Stefano Zanini     | Gewiss-Ballan         | z.t.     |
| 10      | Beat Zberg         | Carrera Jeans-Tassoni | z.t.     |
|         |                    |                       |          |
| 17      | Maarten den Bakker | TVM                   | z.t.     |